# Sechura (distrito)
Sechura é um distrito do Peru, departamento de Piura, localizada na província de Sechura.

## Transporte
O distrito de Sechura é servido pela seguinte rodovia:
- PE-1N, que liga o distrito de Aguas Verdes (Região de Tumbes - Ponte Huaquillas/Aguas Verdes (Fronteira Equador-Peru) - e a rodovia equatoriana E50 - à cidade de Lima (Província de Lima)
- PI-102, que liga distintas regiões do território
- PE-4, que liga distintas regiões do território
- PE-4A, que liga a cidade ao distrito de Olmos (Região de Lambayeque)
- PE-1NK, que liga a cidade ao distrito de Piura [1][2][3]